# Азе-сюр-Эндр
Азе-сюр-Эндр (фр. Azay-sur-Indre) — коммуна (коммуна) во Франции, в регионе Центр, департамент Эндр и Луара (округ Лош). Население 370 чел. (на 2006 г.).
Муниципалитет расположен на расстоянии около 220 км на юго-запад от Парижа, 110 км на юго-запад от Орлеана, 29 км на юго-восток от Тура.